# Dérapages (sèrie de televisió)
Dérapages és una minisèrie francesa, en sis episodis de 52 minuts, produïda per Ziad Doueiri i emesa pel canal Arte entre el 23 i el 30 d'abril de 2020. El 16 d'abril de 2020, una setmana abans del seu llançament a televisió, Arte penjà tota la minisèrie de manera gratuïta durant un temps limitat al seu lloc web. La plataforma Netflix n'ha adquirit els drets i la minisèrie hi està disponible. L'argument de Dérapages és una adaptació lliure de Recursos inhumans, una novel·la de Pierre Lemaitre.

## Argument
Alain Delambre, un eficient director de recursos humans, acomiadat fa sis anys a causa de la seva edat, va fent petites feines i tem la precarietat. Viu amb la seva dona Nicole en un apartament tronat que la parella paga des de fa anys. Pare de dues filles amb una bona situació, Delambre tem que arribarà el dia en què una d'elles deixarà d'amagat algun bitllet durant una visita per ajudar-los.
Durant una de les seves feines en una fàbrica, rep una puntada de peu del seu cap per ajupir-se a netejar les ulleres. La ràbia que manté des de fa temps esclata sobtadament i Delambre colpeja el seu atacant. Acomiadat, s'assabenta que corre el risc d'haver de pagar 100.000 euros per danys i perjudicis. Comença així una ràpida baixada als inferns, a punt per a qualsevol cosa i a prop de fer 60 anys, per trobar feina i dignitat.
Una esbojarrada possibilitat apareix quan la seva candidatura crida l'atenció d'una empresa de contractació per a una posició de director de recursos humans. El patrocinador d'aquesta misteriosa empresa, de mètodes opacs, és Alexandre Dorfmann, conseller delegat d'Exxya, una multinacional aeronàutica en dificultats que prepara un important pla d'acomiadament en una de les seves fàbriques.

## Repartiment
- Éric Cantona: Alain Delambre
- Suzanne Clément: Nicole Delambre
- Alex Lutz: Alexandre Dorfmann
- Gustave Kervern: Charles Bresson
- Alice de Lencquesaing: Lucie Delambre
- Louise Coldefy: Mathilde Delambre
- Nicolas Martinez: Gregory Ziegler
- Xavier Robic: Bertrand Lacoste
- Yann Collette: Alain Karminsky
- Cyril Couton: Jean-Marie Guéneau
- Eurydice El-Etr: Clémentine Haddad
- Stéphan Wojtowicz: Maître Durand-Pernety
- Vincent Desagnat: Major Morisset
- Sacha Bourdo: Boulon
- Laurent Spielvogel: Président Cour d'assises
- Adama Niane: David Fontana
- Émilie Gavois-Kahn: jutgessa
- Xavier Gallais: advocat general
- Aton: Philippe B.
- Soraya Garlenq: Yasmine

## Producció
Dérapages és el fruit d'una adaptació de la novel·la Recursos inhumans (Cadres noirs) de Pierre Lemaitre. L'autor participa en l'elaboració dels guions de la minisèrie amb Perrine Margaine. La història s'inspira en una falsa presa d'ostatges que van patir diversos executius de la gestió publicitària de France Télévisions a la tardor del 2005.